# Воронович, Николай Владимирович
Николай Владимирович Воронович (26 апреля 1887, Санкт-Петербург — 18 июля 1967, Нью-Йорк) — ротмистр, член партии социалистов-революционеров, участник русско-японской, Первой мировой войны, в Гражданскую войну командир «зелёных»; в эмиграции после 1920 года, писатель, журналист.

## Биография
В четыре года переехал вместе с матерью и сестрой в Гурзуф. Затем снова вернулся в Петербург. Своё раннее детство Н. В. Воронович провёл в Петербурге, где проживала его семья, и Нижнем Новгороде у деда Николая Михайловича Баранова. Затем его отец продал дом, обменяв его на небольшое имение находившееся в Черниговской губернии и вся семья перебралась туда. В 1896 году Воронович вместе с семьей был на Всероссийской выставке в Нижнем Новгороде (1896). Зимой каждое воскресенье Воронович выпускал журнал «Воскресные мысли». Журнал выходил в одном экземпляре и был невелик, всего восемь страниц. На первой странице он рисовал какую-нибудь карикатуру. Две три странички были отведены поэзии, состоявшей из подражания известным поэтам. В следующем отделе помещался какой-нибудь рассказ. Лучше всего ему удавалось описание деревенского быта, крестьянские свадьбы, ярмарки храмовой праздник или пожар в деревне. На последней странице журнала помещались шарады и задачи, преимущественно географические. Всего за два года вышло 38 номеров.
Некоторое время учился в Киевском реальном училище, сотрудничал с газетой «Русское слово», написал сочинение «Письма с Черниговского полесья», которое было опубликовано в трёх намерах газеты, а затем поступил в Пажеский корпус.
Учась в Пажеском корпусе и не окончив его, «сбежал» на русско-японскую войну, определившись канониром (рядовым) в предназначенную к отправлению в действующую армию 16-ю артиллерийскую бригаду. Послал несколько корреспонденций в редакцию «Русского слова», озаглавив их «С театра военных действий». Все они без всяких сокращений и изменений были опубликованы. На войне получил георгиевский крест. После окончания русско-японской войны был восстановлен в учебном заведении и окончил его с отличием. Получал стипендию на сумму 600 рублей. По должностям начальника учебной команды и делопроизводителя полкового суда он получал около 20-ти рублей столовых денег. В конце 1907 года был назначен камер-пажом императрицы Александры Федоровны.
На 1 января 1909 г. — корнет лейб-гвардии конно-гренадерского полка. На четвёртый год службы он был назначен полковым квартермистром и начальником нестроевой команды. В 1912 году вместе с лейб-эскадроном он был командирован на Бородинское поле для участия в праздновании столетнего юбилея Отечественной войны 1812 года.
Принимал участие в Первой мировой войне.

### В годы революции и гражданской войны
К началу 1917 г., после излечения от контузии в госпитале, Воронович прибывает для прохождения дальнейшей службы в Лужский гарнизон. Он находится в должности старшего адъютанта и начальника одной из команд сборного пункта гвардейских кавалерийских частей. Во время Февральской революции Воронович 1-2 марта 1917 со своими подчинёнными остановил и разоружил двигавшиеся с фронта на Петроград эшелоны 68-го пехотного Бородинского полка 17-й пехотной дивизии. Воронович вспоминал, что один эшелон войск был разоружён после 2 часов ночи 2 марта. Причём сделано это было по приказу из Петрограда. Затем Воронович был председателем лужского Совета солдатских депутатов.
По воспоминаниям В. С. Войтинского, во время Корниловского выступления, Воронович при встрече с Войтинским сказал, что он не с Корниловым, что его отряд состоит из частей лужского гарнизона, который, храня верность революции, защищает подступы к Петрограду.
После ликвидации Корниловского выступления Воронович сложил с себя полномочия председателя Лужского совета и получив отпуск по болезни выехал на Черноморское побережье в Сочи, где собирался организовать сельскохозяйственный кооператив, членами которого были около 20 офицеров и солдат лужского гарнизона. Поселился в 4 верстах от Сочи на самом берегу на участке Мусина-Пушкина. Вернувшись в Петроград он подал заявление в Министерство земледелия, приложив ко всему документальные данные, касающиеся участка графа Мусина Пушкина, и вскоре получил официальное разрешение пользоваться этим участком. Когда он снова приехал в Сочи то остановился в курорте «Кавказская Ривьера».
Спустя некоторое время Воронович снова хотел выехать в Петроград и Лугу для получения ассигнованной ещё Временным правительством ссуды в 27,000 рублей, для приобретения необходимых орудий и инструментов. За несколько дней до отъезда к нему обратились два члена из Сочинского совета возглавить миссию для получения денег из Наркомфина на сумму 7 миллионов рублей. Эти деньги требовались для расплаты с рабочими Черноморской дороги. Рабочие согласились подождать получения этих денег и не предпринимать никаких выступлений, если совет обеспечит им на это время отпуск продовольствия. Запасы продовольствия в окружной продовольственной управе были невелики и их бы хватило максимум на шесть недель. Первоначально он категорический отказался возглавить эту миссию, мотивируя это тем что он не принадлежит к партии большевиков, и поэтому не может возглавлять совет большинство членов которого большевики. После чего к нему обратились представители беспартийных рабочих и просили принять во внимание их трагическое положение, после чего Воронович согласился возглавить этот совет. Поездка Вороновича прошла удачно ему удалось выбить из большевистского правительства 27 миллионов рублей.
Во время гражданской войны Воронович жил в Сочи и Гаграх. В конце 1918 года Сочи был занят отрядом войск грузинской республики, а в феврале 1919 года — отрядом Добровольческой армии. В 1919 году была принята резолюция, в которой крестьяне Черноморской губернии заявили, что большевистская диктатура и политика Добровольческой армии для них неприемлемы. Избранному Комитету освобождения Черноморской губернии съезд поручил организовать планомерную борьбу с ВСЮР, приступить к переговорам с Кубанской Радой на предмет образования Кубано-Черноморской народной республики и обратиться к странам Европы и Америки с протестом против помощи, оказываемой их правительствами российской реакции. Съезд избрал Филипповского председателем Комитета освобождения, а Воронович был избран командующим крестьянским ополчением. Грузинские социалисты предоставили оружие,примерно сто грузин вступили в его отряд.
В феврале 1920 года под руководством Вороновича от ВСЮР было освобожден Сочи. Вскоре против деникинцев осуществлялась Кубано-Новороссийская операция РККА. Силы Вороновича были выбиты из Сочи Кубанской армией генерала Шкуро, Андрей ГригорьевичШкуро]], и Воронович бежал в горные села. Вскоре Сочинский округ был занят Красной Армией.

### В эмиграции
В октябре 1920 г.,опасаясь ареста ВЧК, выехал через Грузию за границу. Жил в эмиграции в Чехословакии и Франции, зарабатывал на жизнь тяжёлым физическим трудом (лесозаготовки и прочее). Публиковался в эсеровском журнале «Воля России» (1923—1924), писал на политические и экономические темы.
В декабре 1948 — в артели лесорубов в Мерсдорфе, Рейнланд.
С начала 1950-х гг. — в США. Сотрудничал в газете «Новое русское слово» (Нью-Йорк).
В эмиграции в США Воронович рассказал Роману Гулю неподтверждённую историю, что во время революции он получил от А. Ф. Керенского 2 миллиона рублей и передал их группе офицеров, поставившей задачей организацию побега царской семьи из Тобольска, но из этого ничего не вышло, так как офицеры разворовали деньги и пропили.
Похоронен на кладбище Новодивеевского монастыря.

## Труды
- Письма с Черниговского полесья.
- Вороные кони рвутся. Санкт-Петербург : тип. Семенюкова, 1907
- «Как наш полк воевал с французами в 1812 году» : для нижних чинов Лейб-гвардии Конно-гренадерского полка / корнет Воронович Санкт-Петербург : [б. и.], 1912
- Описание Исторического музея Л.-гв. конно-гренадерского полка / Сост. корнет Воронович Санкт-Петербург : «Электропеч.» Я. Кровицкого, 1912
- Памятка молодого солдата конно-гренадера / Сост. корнет Воронович Санкт-Петербург : типо-лит. Д. Семенюкова, [1913]
- «Зеленая книга». История крестьянскаго движения в Черноморской губернии. Сборник материалов и документов. Прага. 1921.
- Меж двух огней : записки зелёного. // Архив русской революции. Том 7. Берлин. 1922.
- Архив Гражданской войны. Вып. 2: Воронович Н. Записки Председателя Совета солдатских депутатов; Маляревский А. П. П. Скоропадский и его время. Берлин, 1923. 144 с.
  - Воронович Н. В. Записки председателя Совета солдатских депутатов // Страна гибнет сегодня. Воспоминания о Февральской революции 1917 г. / Сост., послесл., примеч. СМ. Исхакова. М., 1991.
- Чорный год (Воспоминания вольноопределяющегося о Русско-Японской войне). Ужгород, изд. газеты «Русский народный голос», 1935. 96 с.
- Всевидящее око : Из быта русской армии / Н. Воронович ; Обл. и рис. в тексте — авт. Нью-Йорк, 1951.
- Записки камер-пажа императрицы Александры Федоровны / Н. Воронович Нью-Йорк, 1952. 60 с.
- Русско-японская война : Воспоминания / Н. Воронович ; Обл. и рис. — авт. Нью-Йорк, 1952.
- Вечерний звон : очерки прошлого. 1891—1917. Нью-Йорк, 1955. 222 с.
- Потонувший мир : Очерки прошлого. 1891—1920 / Н. В. Воронович М. : Воен. изд-во, 2001. (Сборник, в который включены «Вечерний звон», «Всевидящее око» и «Меж двух огней»).